# Traité de Vienne (1864)
Pour les articles homonymes, voir Traité de Vienne.

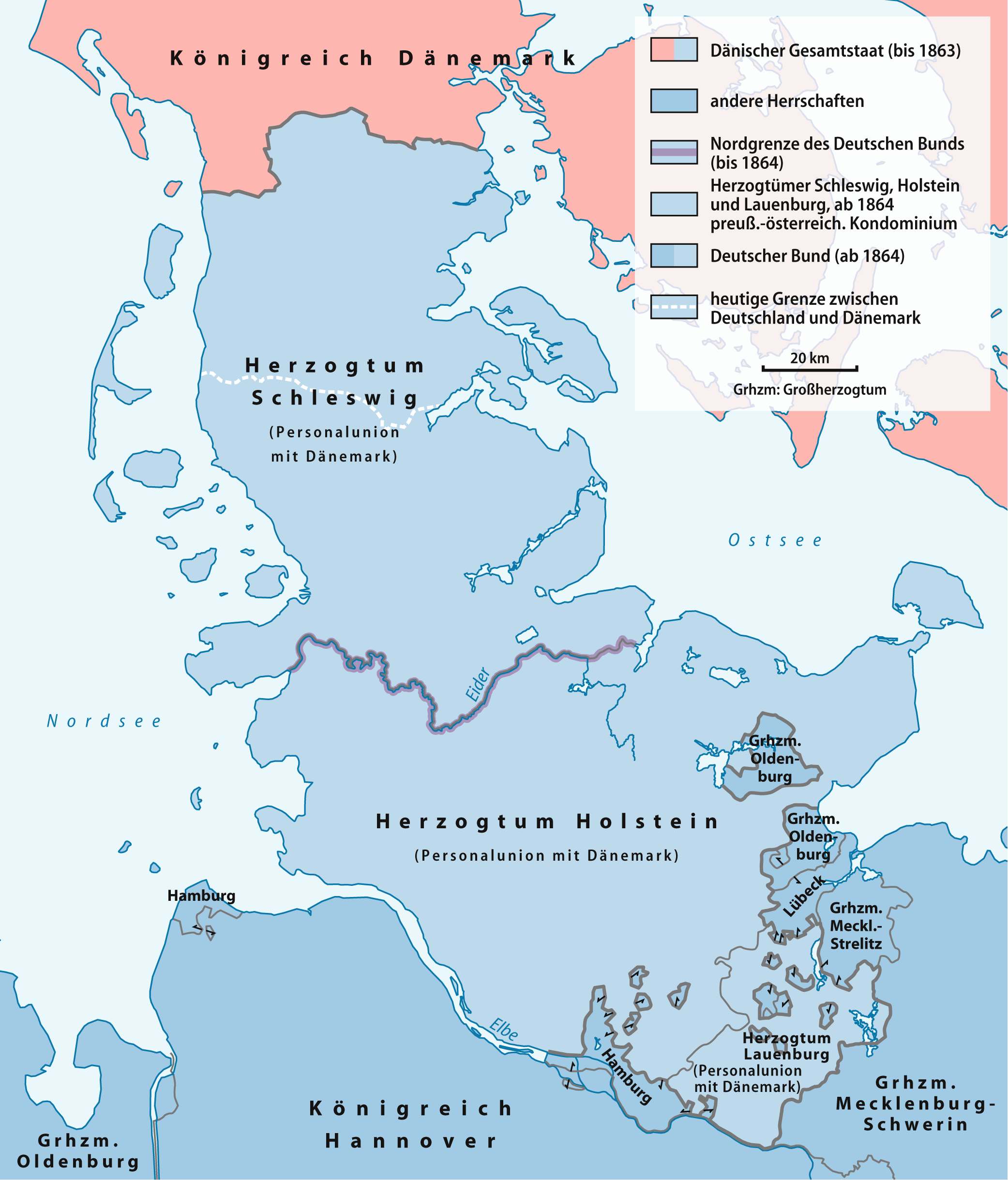
Carte des changements territoriaux dus au traité de Vienne de 1864 (sans les enclaves danoises).

Le traité de paix de Vienne du 30 octobre 1864 signé par la Prusse, l'Autriche et le Danemark met un terme à la seconde guerre des duchés.
Il est ratifié le 12 novembre par le Danemark et le 14 par la Prusse et l'Autriche. L'échange des ratifications a lieu le 16 novembre 1864 à Vienne.

## Contexte
La seconde guerre des duchés se déroule entre la Prusse et l'Autriche d'un côté et le Danemark de l'autre. Début avril 1864, les négociateurs des pays signataires du traité de Londres de 1852 sont présents dans la même ville pour traiter de la paix. Otto von Bismarck, ministre-président de Prusse, demande d'attendre la fin de la bataille de Dybbøl avant de commencer à pourparler. Les négociations débutent donc le 25 avril après la défaite danoise. Un accord de cessez-le-feu est finalement trouvé en mai.
Pour le traité de paix, Bismarck reste ouvert au maintien de l'union personnelle du Danemark avec les duchés mais sans que cela soit écrit de manière constitutionnelle. Le Danemark refuse, la division du Schleswig reste l'unique possibilité. Bismarck propose la ligne Flensburg-Tondern pour la frontière, c'est-à-dire la frontière actuelle entre le Danemark et l'Allemagne. Cette proposition est rejetée par les Danois. Le Premier ministre danois Ditlev Gothard Monrad écrit : « je ne déplace aucun poste de douane ! ». La conférence prend alors fin sans avoir eu les résultats escomptés.
Le 29 juin, les troupes austro-prussiennes occupent l'île d'Als, les derniers soldats danois quittent l'île le 1er juillet.
Le 18 juillet 1864, un accord est signé à Christiansfeld, une ville du Nord du Schleswig, afin d'arrêter les combats en mer et sur terre entre le 20 juillet à midi et le 30 juillet au soir. Cet accords est finalement prolongé de 4 jours jusqu'au 3 août.
Les négociations commencent dès le 25 juillet à Vienne entre les responsables autrichiens, Graf Rechberg et le baron Brenner, prussiens, Otto von Bismarck et le Freiherr von Werther, et danois avec Herr von Quaade et Oberst Kaufmann. Ils trouvent un terrain d'accord le 1er août et signent un traité préliminaire.
Ces « préliminaires » sont rédigés en 5 paragraphes. Le Danemark doit céder les trois duchés : le Schleswig, le Holstein et le Lauenburg à l'Autriche et à la Prusse. Ils règlent les questions des indemnités de guerre et des frontières. Le dernier paragraphe précise que l'entrée en vigueur doit suivre un traité de paix définitif. Les duchés cédés doivent être administrés par un condominium constitué de la Prusse et l'Autriche.
Le traité de paix définitif est signé le 30 octobre 1864. Il est composé de 24 articles, dont l'intégralité des articles préliminaires. Après la guerre austro-prussienne de 1866, les trois duchés sont annexés par la Prusse en 1867. Un nouveau traité de paix est alors plusieurs fois réclamé par le Danemark, mais la Prusse ne le lui accorde jamais.